# Destructor Camicia Nera
El Camicia Nera va ser un dels dinou destructors de classe Soldati construïts per a la Regia Marina a finals dels anys 30 i principis dels 40. Completat el 1938, va ser el primer vaixell del primer lot d'una dotzena de vaixells a entrar en servei. El juliol de 1943, a causa de la caiguda del règim feixista va ser rebatejat com Artigliere, nom que antigament tenia un vaixell germà que havia estat enfonsat 3 anys abans. Va ser transferit a l'armada soviètica com a reparació de guerra el 1950, rebatejat com a Lyogkyy i emprat com a objectiu el 1954.

## Disseny i descripció
Els destructors de classe Soldati eren versions lleugerament millorades de la classe Oriani anterior. Tenien una longitud entre perpendiculars de 101,6 metres i una longitud total de 106,7 metres. Els vaixells tenien una mànega de 10,15 metres i un calat mitjà de 3,15 metres i 4,3 metres amb càrrega profunda. El Soldatis desplaçaven 1.830–1.850 tones mètriques (1.800–1.820 tones llargues) amb càrrega normal, i 2.450–2.550 tones mètriques (2.410–2.510 tones llargues) amb càrrega profunda. El seu complement durant la guerra era de 206 oficials i mariners.
El Camicia Nera estava accionat per dues turbines de vapor Parsons, cadascuna impulsava un eix d'hèlix utilitzant vapor subministrat per tres calderes Yarrow. Dissenyats per a una potència màxima de 48.000 cavalls de potència (36.000 kW) i una velocitat de 34-35 nusos (63-65 km/h; 39-40 mph) en servei, els vaixells de la classe Soldati van assolir velocitats de 39-39. 40 nusos (72–74 km/h; 45–46 mph) durant les seves proves de mar amb una càrrega lleugera. Portaven prou fuel oil per donar-los una autonomia de 2.340 milles nàutiques (4.330 km; 2.690 milles) a una velocitat de 14 nusos (26 km/h; 16 mph) i 682 nmi (1.263 km; 785 milles) a una velocitat de 34 nusos (63 km/h; 39 mph).
La bateria principal del Camicia Nera constava de quatre canons de 120 mil·límetres de calibre 50 en dues torretes de dos canons, una a davant i a darrere de la superestructura. En una plataforma al mig del vaixell hi havia un canó d'obús estrella de 120 mil·límetres de calibre 15. La defensa antiaèria (AA) del Soldatis era proporcionada per vuit canons Breda Model 1935 de 20 mil·límetres. Els vaixells estaven equipats amb sis tubs de torpedes de 533 mil·límetres en dos muntatges triples al mig del vaixell. Tot i que no tenien un sistema de sonar per a tasques antisubmarines, estaven equipats amb un parell de llançadors de càrrega de profunditat. Els vaixells podien portar 48 mines.

## Història

### Els primers anys i la Segona Guerra Mundial
Immediatament després de la posada en servei, el vaixell va participar en dues missions durant la Guerra Civil espanyola i, el maig de 1939, va participar en la desfilada naval a Nàpols amb motiu de la visita del príncep Pau Karađorđević, regent del Regne de Iugoslàvia.
Al començament de la Segona Guerra Mundial va formar part de l'XI Esquadró de Destructors, que va formar juntament amb els bessons Artigliere, Geniere i Aviere.
L'11 de juny de 1940 va ser enviat a patrullar al Canal de Sicília juntament amb la resta de l'XI Esquadró, el XII Esquadró de Destructors (Ascari, Lanciere, Carabiniere, Corazziere), la III Divisió (creuers pesants Trento, Pola i Bolzano) i la VII (creuers lleugers Attendolo i  D’Aosta ).
El 19 de juny va partir d'Augusta juntament amb els altres tres vaixells de l'XI Esquadró per portar subministraments a Bengasi, on va arribar l'endemà.
El 7 de juliol, a les 15.45, va sortir de Messina juntament amb les unitats seccionals i la III Divisió (Trento i Bolzano), per després unir-se a la resta del II Esquadró Naval (creuer pesat Pola, creuer Divisions I, II i VII per un temps). total de 9 unitats i esquadrons destructors IX, X, XII i XIII) que, després d'haver actuat com a força de suport a una operació de combois per a Líbia , es van incorporar a l'esquadró I i van participar en la batalla de Punta Stilo el 9 de juliol: durant la retirada. de la flota italiana en aquest enfrontament, l'XI Esquadró va albirar i atacar els vaixells britànics a les 16.15; en particular, la Camicia Nera, a les 16.20, havent sortit de la cortina de fum estesa pel cap de classe Artigliere, es va traslladar a 10.800 metres de les unitats enemigues i va llançar sense èxit els torpedes juntament amb les altres tres unitats (que van llançar un total de 10, 7 contra un cuirassat i 3 contra un creuer).
El matí del 6 d'octubre va sortir de Messina amb els tres bessons juntament amb la III Divisió (Trento, Trieste, Bolzano) en suport, amb altres unitats, de l'operació «CV» que va veure 2 vaixells mercants i 4 destructors en ruta cap a Líbia; no obstant això, tots els vaixells van tornar al port després de l'albirament de cuirassats britànics.
La nit entre l'11 i el 12 d'octubre de 1940 va ser enviat a patrullar –a les ordres del capità de fragata Giovanni Oliva– juntament amb les tres unitats de l'XI Esquadró i els torpediners de l'Esquadró I (Alcione, Airone, Ariel) la zona propera a l'est de Malta, buscant vaixells britànics que haurien d'haver estat en aquesta zona. A primera hora de la nit del 12 d'octubre, els tres torpediners del I Esquadró van atacar el creuer lleuger HMS Ajax, que formava part d'un desplegament naval britànic més gran que tornava a Alexandria després d'haver escortat un comboi a Malta: es va produir una batalla violenta i confusa després de la qual l'Airone i l'Ariel van ser enfonsats, mentre que l' Ajax va patir danys menors. Abans d'atacar, a les 1.37, els torpediners havien enviat un senyal de descoberta, que va ser rebut en diferents moments pels destructors de l'XI Esquadró: el Camicia Nera, després de rebre-la, va girar cap al nord i, albirant el creuer britànic a les 2.47, va continuar l'atac disparant dues salves amb els canons i després retrocedir per evitar ser colpejat (de fet l'Aviere i l'Artigliere ja havien estat seriosament danyats). Cap a les quatre de la matinada, el Camicia Nerava remolcar l' Artigliere, immobilitzat i en flames, però a les 8.10 les dues naus van ser atacades per avions, mentre dos creuers britànics i tres destructors s'albiraven a l'horitzó: el Camicia Nera va haver de deixar els cables i marxar a tota velocitat cap a Augusta; mentre que Artigliere va ser enfonsat pel foc del creuer HMS York, el Camicia Nera, va cobrir la seva retirada mitjançant una cortina de fum, va aconseguir evadir la persecució aeronaval avançant a tota velocitat cap al port sicilià, on va arribar sense danys cap al migdia.
El 1941 la peça il·luminadora va ser substituïda per un cinquè canó de 120 mm.
El 8 de febrer de 1941, va sortir de Nàpols i es va unir a una formació que va salpar des de La Spezia i formada per les altres unitats dels esquadrons XIII XIII (Granatiere, Bersagliere, Fuciliere, Alpino) i X (Maestrale, Grecale, Libeccio, Scirocco) i els cuirassats. Vittorio Veneto, Cesare i Doria per interceptar la formació britànica es van dirigir a Gènova per bombardejar-la; l'endemà l'esquadró italià es va incorporar a la III Divisió de Creuers (Trento, Trieste, Bolzano) que amb els destructors Carabiniere i Corazziere havia sortit de Messina, però no va poder evitar el bombardeig, ni identificar els vaixells britànics.
El 24 de febrer de 1941 va escortar de Nàpols a Trípoli, juntament amb els destructors Baleno, Geniere i Saettai els torpediners Aldebaran i Orione, els transports de tropa Marco Polo, Conte Rosso, Esperia i Victoria Com a escorta indirecta es van afegir els creuers lleugers Diaz i Bande Nere i els destructors Ascari i Corazziere: l'endemà el submarí britànic Upright va torpedinar el Díaz, que es va enfonsar a 34°33' N i 11°45' E, emportant-se la major part de la seva tripulació.
Del 12 al 13 de març va escortar de Nàpols a Trípoli, juntament amb els destructors Folgore (que tanmateix, procedents de Palerm, es van afegir només més tard) i Geniere, un comboi format pels transports de tropes Conte Rosso, Marco Polo i Victoria.
El 14 d'abril va sortir de Nàpols per escortar a Trípoli, juntament amb els destructors Grecale, Geniere i Aviere i el torpediner Pleiadi,els vapors Alicante, Santa Fe, Maritza i Procida ; després d'una parada a Palerm que va durar del 17 al 8 del 18 d'abril per evitar l'atac dels vaixells britànics, el comboi va continuar fins al port líbi on va arribar el 20.
L'11 de maig, va escortar un comboi format pels vaixells mercants Preussen, Wachtfels, Ernesto, Tembien, Giulia i Col di Lana juntament amb els destructors Dardo, Geniere, Grecale, Scirocco i Aviere: sortint de Nàpols, els vaixells van arribar a Trípoli el 14.
El 3 de juny va formar part de l'escorta del comboi «Aquitania»: estava format pels vaixells mercants Aquitania, Caffaro, Nirvo, Montello, Beatrice Costa i el petroler Pozarica, a la ruta Nàpols-Trípoli amb l'escorta, com a així com l' Aviere, dels destructors Dardo, Engineer i Aviere i el torpedinero Missori; el 4 de juny, mentre els vaixells es trobaven a unes vint milles de les illes Kerkenna, van ser atacats per avions que van impactar amb el Montello, que va explotar sense deixar supervivents, i elBeatrice Costa, que, tenint benzina en bidons com a part de la càrrega, es va incendiar; el Camicia Nera va intentar salvar-lo però, davant els seus intents en va, va fer que la tripulació l'abandonés i va accelerar el seu enfonsament.
El 4 d'agost va sortir de Nàpols, escortant un comboi format pels vapors Nita, Aquitania, Ernesto, Nirvo i Castelverde (la resta de l'escorta estava formada pels destructors Gioberti, Geniere, Oriani i Aviere i el torpedinero Calliope), per al que més tard se li va afegir el petroler Pozarica ; el 6 d'agost el Nita va ser atropellat per avions del 830è Esquadró britànic; el Camicia Nera i el Calliope van intentar salvar-lo, però finalment el transport es va enfonsar al punt 35°15' N i 12°17' E: el Camicia Nera només va poder recuperar els supervivents (els altres vaixells del comboi van arribar al seu destí l'endemà).
Entre el 29 d'agost i el 2 de setembre, va escortar (juntament amb els destructors Gioberti, da Noli, Aviere, Usodimare i Pessagno) un comboi format per transports de tropes Victòria, Neptunia i Oceania, primer de Nàpols a Trípoli i després tornant de Trípoli a Tàrent. ; els vaixells van arribar al seu destí sense danys, malgrat un atac del submarí britànic Upholder.
El 23 de setembre va escortar, juntament amb l'Aviere, els destructors Lanciere, Carabiniere, Ascari i Corazziere amb la intenció de posar un camp de mines al sud-est de Malta.
Durant la nit del 12 al 13 d'octubre, al seu torn, havia de posar un camp de mines, juntament amb els destructors Vivaldi, Malocello, Pigafetta, da Verrazzano i Aviere i els creuers lleugers Eugenio di Savoia, Montecuccoli i Duca d'Aosta, però l'operació va ser cancel·lada arran de la sortida de la flota mediterrània al mar
A les 8.10 del 21 de novembre va sortir de Nàpols juntament amb Aviere, Geniere, Corazziere i Carabiniere i els creuers Garibaldi i Duca degli Abruzzi per actuar com a escorta indirecta de dos combois cap a Líbia. L'operació va fracassar després d'atacs aeris i submarins (que van danyar seriosament el Duca degli Abruzzi i el creuer pesant Trieste) i el Camicia Nera es va desprendre per escortar el petrolier Iridio Mantovani durant el retorn a Tàrent.
El 13 de desembre, a les 19.40, va sortir de Tàrent juntament amb el cuirassat Doria, els creuers Attendolo i Duca d'Aosta i els destructors Ascari i Aviere per donar escorta indirecta a l'operació «M 41» (tres combois per a Líbia formats per 6 mercant, 5 destructors i un vaixell torpedinero), que però es va veure embrutat per atacs submarins, que van enfonsar dos transports (el Fabio Filzi i el Carlo del Greco) i van danyar seriosament el cuirassat Vittorio Veneto; el la Camicia Nera es va separar per escortar el Vittorio Veneto tornant a Tàrent, juntament amb els destructors Vivaldi, Da Noli, Geniere, Carabiniere i Aviere i els torpediners Lince i Aretusa.
El 16 de desembre, va oferir una cobertura estreta –juntament amb Ascari i Aviere, el cuirassat Duilio i els creuers Duca d'Aosta, Attendolo i Montecuccoli– per a una operació de transport per a Líbia, el «M 42» (que va ser utilitzat en tots els quatre transports amb 14.770 t de subministraments i 212 soldats a bord, 7 destructors i un vaixell torpedinero), es van concloure amb èxit.
A les 18.50 del 3 de gener de 1942 va sortir de Tàrent juntament amb els destructors Carabiniere, Alpino, Ascari, Pigafetta, Geniere, da Noli i Aviere, els creuers pesats Trento i Gorizia i els cuirassats Littorio, Cesare i Doria per proporcionar escorta indirecta per a l'operació "M 43" (tres combois per a Líbia amb un total de 6 vaixells mercants, 6 destructors i 5 torpediners al mar): tots els vaixells mercants van arribar a la seva destinació el 5 de gener i a les 17 d'aquell dia el grup "Littorio", on estava també el Camicia Nera, va tornar a Tàrent.
El 22 de gener va formar part - juntament amb els destructors Vivaldi, Malocello, Da Noli, Geniere i Aviere i els torpediners Orsa i Castore - en l'escorta directa del "T-18" (un comboi format pel transport de tropes Victoria - amb sortida de Tàrent - i els carguers Ravello, Monviso, Monginevro i Vettor Pisani - salpant des de Messina -, transportant un total de 15.000 tones de materials, 97 tancs, 271 vehicles i 1467 homes); el dia 23, durant la navegació, elVictòria va ser immobilitzada per un atac de 3 torpediners ; l'Aviere i el Camicia Nera es van aturar per assistir-lo, però un segon atac realitzat per 4 avions va donar el cop de gràcia a la nau a motor i el Camicia Nera no va tenir més remei que participar en les operacions de recuperació dels nàufrags (1064 dels 1455 homes es van rescatar).
A les 16 del 21 de febrer va partir de Tàrent amb els destructors Ascari, Geniere i Aviere i el cuirassat Duilio i va oferir escorta indirecta per a l'operació «K 7» (dos combois amb 5 càrrega, un camió cisterna, 10 destructors i 2 torpediners tots dirigits). a Trípoli).
Va participar en la batalla de mitjans de juny (12-16 de juny de 1942) escortant la força naval destinada a interceptar el comboi britànic "Vigorous" (al qual no s'hi va arribar però que tot i així va haver de renunciar a arribar al seu destí a Malta); durant aquest enfrontament va participar en les operacions de rescat del creuer pesant Trento, immobilitzat per un torpedinero i rematat pel submarí HMS Umbra.
També va participar en la batalla de mitjans d'agost (11-13 d'agost de 1942).
El 1942 va embarcar dues metralladores de 20/65 mm i, més tard, un cercador de sonar.
El 4 d'octubre es va unir, juntament amb els destructors Saetta i Pigafetta, a l'escorta (que ja incloïa els destructors Folgore i Zeno i la torpediniera Antares)) del Sestriere, que sortia de Bríndisi i anava a Bengasi amb una càrrega important (3030 t de combustibles, 70 de munició, 28 tancs, 144 vehicles, 1060 t d'altres materials). El matí del 6 d'octubre, el la Camicia Nera i el Zeno es van dirigir cap a Navarino deixant el comboi que, però, malgrat els continus atacs dels bombarders nord-americans, va arribar al port sense danys a les 11.30 del 7 d'octubre.
El 17 d'octubre d'aquell any la unitat va salpar des de Corfú com a escorta, juntament amb l'Aviere i el Geniere, fins a l'Ankara ; el comboi es va unir amb el format pel vaixell a motor Monginevro escortat pels torpediners Orsa i Aretusa (procedents de Bríndisi), després reforçat pel destructor Alpino, i es va dividir de nou cap al final de la navegació: mentre els altres vaixells es van dirigir cap a Tobruck, mentre que l'Aviere, el Monginevro, el Geniere i el Camicia Nera assolien Bengasi.
Al novembre, va escortar el modern motor Foscolo fins a Suda i Bengasi.
A mitjanit del 2 de desembre va partir de Palerm sota les ordres del capità de fragata Adriano Foscari per escortar a Palerm, juntament amb els destructors Da Recco i Folgore i els torpediners Procione i Clio, el comboi «H» (transports de tropes Aventino i Puccini, transport militar alemany KT 1, transbordador Aspromonte, amb un total de 1766 soldats a bord, 698 t de materials, sobretot munició, 32 vehicles, 4 tancs, 12 peces d'artilleria). A través de l'organització ULTRA la Royal Navy es va assabentar del comboi i va enviar la Força Q (creuers lleugers HMS Aurora, HMS Sirius i HMS Argonaut, i destructors HMS Quentin i HMAS Quiberon) contra ell. A les 00.37 els vaixells britànics van interceptar el comboi «H» i l'atacaren prop de la riba de Skerki (costa tunisiana): en el violent enfrontament, que va durar una hora, tots els transports van ser enfonsats (excepte el Puccini, danyat irreparablement i abandonat a la deriva) i el Folgore i greument danyats el Recco i Procyon El Camicia Nera , que protegia el costat dret, a l'ordre de contraatac llançada pel comandant (capità de vaixell Aldo Cocchia del da Recco) ho va executar ràpidament: va obrir foc amb els canons de 120 mm, es va traslladar a 2000 metres de les unitats britàniques i, a les 00.43, va llançar tres torpedes a babord, sense arribar a l'objectiu ja que aquest es desviava a estribor; aleshores la nau va invertir el rumb però, presa sota el foc per la Força Q, va tornar cap a ella llançant tres torpedes més, que també van fallar, abans d'allunyar-se. A les 1.07, mentre intentava atacar de nou, el Camicia Nera va quedar emmarcada per nombrosos trets que van caure al voltant del vaixell, i, després d'un altre intent d'avançar, contrarestada pel foc de l'artilleria anglesa, va haver de replegar per no retrocedir i ser destruït a la 1.14. Després de la batalla, el Camicia Nera va ser el primer a prestar assistència, juntament amb el Clio, -recuperant 158 nàufrags i, la tarda del 2 de desembre, va enfonsar a foc de canó el Puccini, que, immobilitzat i en flames., no es va poder salvar; després va tornar a Trapania les 22 h del mateix dia. Per la seva ferotge defensa del comboi, el comandant Foscari va rebre la Medalla d'Or al Valor Militar.
El 16 de desembre de 1942 va embarcar des de Nàpols per escortar el motor alemany Ankara fins a Bizerta, juntament amb el seu vaixell germà Aviere. A les 11.15 del 17 de desembre, a unes quaranta milles al nord de Bizerta, el submarí britànic Splendid va torpedejar l'Aviere, que va explotar i es va enfonsar trencat en dos en les posicions 38°00' N i 10°05' E. Cap dels supervivents va ser recollit pel Camicia Nera o per l'Ankara, que va marxar a tota velocitat (de la tripulació de l'Aviere, només 30 homes van sobreviure al final d'una tripulació de 230).

### Artigliere
El 30 de juliol de 1943, després de la caiguda del feixisme, va passar a anomenar-se Artigliere en honor al bessó enfonsat a la  batalla del Cap Passero
Quan es va proclamar l'armistici, el vaixell va partir de La Spezia amb la resta de l'esquadra naval (cuirassats Italia, Vittorio Veneto i Roma, creuers lleugers Giuseppe Garibaldi, Attilio Regolo, Duca degli Abruzzi, Eugenio di Savoia, Duca d’Aosta, Montecuccoli), destructors Velite, Fuciliere, Mitragliere, Carabiniere, Legionario, Grecale, Oriani) rendint-se als Aliats a Malta, on va arribar l'11 de setembre, amarrant a Marsa Scirocco. El 12 de setembre va atracar a La Valletta i el 14 de setembre va abandonar l'illa, juntament amb part de la flota (Italia, Vittorio Veneto, Eugenio di Savoia, Duca d'Aosta, Montecuccoli, Cadorna, Da Recco, Velite, Grecale) i es va traslladar a Alexandria a Egipte, on va arribar el 16.
Des del juny de 1940 fins al setembre de 1943, el la Camicia Nera havia volat 180 missions. Durant la cobel·ligerància amb els aliats, va dur a terme 122 missions més, incloent el transport de tropes i materials.

#### Comandants
- Capità de fragata Paolo Mengarini: 1939-1940
- Capità de fragata Giovanni Oliva: 10 de juny de 1940 - abril de 1941
- Capità de fragata Silvio Garino: abril de 1941 - 6 de gener de 1942
- Capità de fragata Adriano Foscari: 7 de gener de 1942 - 21 de febrer de 1943
- Capità de fragata Mario Tabucchi: 22 de febrer - desembre de 1943

### La cessió a la Unió Soviètica
Al final del conflicte, segons les clàusules del tractat de pau, el 1949 el vaixell va ser cedit a la Unió Soviètica com a reparació dels danys de guerra.
El lliurament dels vaixells als soviètics s'havia de fer en tres fases, començant el desembre de 1948 i finalitzant el juny següent. Les unitats principals eren les del primer i segon grup. L'Artigliere va formar part del primer grup juntament amb el cuirassat Giulio Cesare. Per a tots els vaixells el lliurament es faria al port d'Odessa. El trasllat s'hauria d'haver fet amb tripulacions civils italianes sota el control de representants soviètics i amb vaixells amb bandera de la Marina Mercant, amb les autoritats del govern italià responsables dels vaixells fins que arribin als ports on estava programat el lliurament. Per evitar possibles sabotatges, els vaixells dels dos primers grups serien portats als ports de destinacions sense munició a bord, que després serien transportats al seu destí per vaixells de càrrega normals.
L'Artigliere va ser traslladat a Augusta on el 15 de desembre de 1948 juntament amb les unitats que formaven part del primer grup. El vaixell va ser la primera unitat que es va lliurar als soviètics i sota la denominació Z 12 va arribar a Odessa el 21 de gener amb una tripulació de la marina mercant, unint-se a la marina soviètica el 23 de gener, quan la bandera de la marina soviètica va ser hissada per primera vegada a bord de la unitat.
El vaixell va canviar el nom assignat diverses vegades. Inicialment rebatejada Neulovimyi i després Bezposhtchadnyi, se li va donar el nom final de Lovkij (en rus : Ловкий) després del lliurament.
El vaixell, comandat pel capità de segon rang Ivan Mirošničenko, va ser assignat a la Flota del Mar Negre.
El 30 de desembre de 1954, el vaixell va ser despullat del seu armament i classificat com a vaixell objectiu amb la designació CL 61.
L'octubre de 1955 el vaixell va ser convertit en una unitat de telecomunicacions i control aeri i va ser designat KWN-II ; a partir de març de 1958 va ser utilitzat com a vaixell d'entrenament estàtic i assignat a la 78a Brigada d'Ensenyament,. només per ser donat de baixa el febrer de 1960.
Més tard va ser desballestat.